# 南林桥镇
南林桥镇，是中华人民共和国湖北省咸寧市通山县下辖的一个乡镇级行政单位。

## 行政区划
南林桥镇下辖以下地区：
南林社区、南林村、大坪村、高桥村、石垅村、雨山村、湄港村、罗城村、青当村、石门村、团墩村、港路村、湄溪村和长丰村。